# Joe Sacco
Joe Sacco (Kirkop, Malta, 2 de octubre de 1960) es un autor alternativo de cómics residente en Estados Unidos. Sus obras más conocidas, las novelas gráficas Notas al pie de Gaza y Gorazde: Zona Protegida, muestran un estilo característico a medio camino entre el cómic underground y la crónica periodística que lo han hecho merecedor de importantes galardones y reconocimientos. 

## Biografía
Joe Sacco nació en Malta el 2 de octubre de 1960. Su padre era ingeniero y su madre, maestra.
Con un año de edad se traslada con su familia a Melbourne, Australia, donde pasó su infancia hasta 1972, cuando se trasladó a Estados Unidos y se afinca en Los Ángeles. Se graduó de la Sunset High en 1978. 
Comenzó su carrera periodística trabajando en el periódico "Sunset High School" de Beaverton en Oregón. Aunque la carrera de periodismo era su principal objetivo, durante este período de tiempo desarrolló su afición por el humor y la sátira. 
En 1981 se gradúa en periodismo en la Universidad de Oregón, y dos años más tarde vuelve a Malta, donde publica sus primeros cómics.
Sacco obtuvo su B.A. en periodismo en la Universidad de Oregón en 1981, en tres años. El trabajo de periodista que realizó durante esa época le resultaba frustrante, manifestando: "No encontraba el trabajo de escribir interesante, porque realmente no había nada interesante que destacase del resto."
Después de ser brevemente empleado por la revista de la Asociación Nacional de Notarios, un trabajo que encontró "muy, muy aburrido", y de trabajar en varias fábricas, regresó a Malta, pensando en olvidarse de su carrera de periodista: "... En cierto modo me decidí olvidarlo e ir en otra ruta, que fue, básicamente, desarrollar mi afición, que ha sido el dibujo, y ver si podía hacerme una vida con eso", dijo más tarde a la BBC. 
Sus primeros trabajos en Malta consistieron en redactar guías de viaje para una editorial local. Regresó a su afición por los cómics, escribió en maltés cómics románticos para una editorial llamada Imħabba Vera ("Amor verdadero"), fueron los primeros art-cómics en maltés. "Debido a que Malta no tiene historia de cómics, los tebeos no eran considerados algo para los niños", dijo a The Village Voice. "En un caso, por ejemplo, la chica se quedó embarazada y se fue a Holanda a abortar. Malta es un país de tradición católica, donde el divorcio no se permite y es inusual, pero el cómic no produjo ningún escándalo, porque no tenían manera de juzgar si esto era material adecuado para cómics o no."
Posteriormente se establece en Portland, donde coedita y co-publica una revista mensual de cómics que llega a los 15 números. En 1986 se traslada a Los Ángeles, donde comienza su colaboración con la editorial Fantagraphics Books.
A partir de 1988 se dedica a recorrer mundo, mientras publica su propio comic-book, Yahoo, que abarca distintas temáticas. El mismo declara que cuando empezó "los medios no hacían más que decirme que no les interesaba mi trabajo". Historias de esta época serían recogidas en el volumen titulado El final de la guerra. 
Desde 1993 hasta 1995 se publica, de forma serializada, su obra Palestina: en la franja de Gaza, donde plasma sus propias experiencias en los Territorios Palestinos, en los que se sumergió durante dos meses. Por este trabajo obtiene el prestigioso premio American Book Awards en 1996. 
En el año 2000 publica su siguiente obra larga: Gorazde: zona protegida, acerca de la guerra civil en Bosnia Oriental, y por la que se le otorga el galardón Guggenheim Fellowship. En 2003, y a modo de continuación del anterior trabajo, publica El Mediador, de nuevo centrado en el conflicto de la antigua Yugoslavia.
En 2006 publicó But I Like It, una recopilación de historias centradas en el rock and roll, a la que le siguió "Chechen War, Chechen Women", sobre los refugiados chechenos, editada en el volumen colectivo "I Live Here", o su colaboración en el American Splendor de Harvey Pekar. 
En diciembre de 2009 publica Footnotes in Gaza, obra en que el autor volvió a tratar el tema que le dio fama, reconstruyendo una matanza de civiles palestinos ocurrida en 1956 que no había sido difundida por ningún medio tradicional.

## Estilo y método de trabajo
Para realizar sus obras, Joe Sacco hace entrevistas y toma fotos en el terreno, en muchas ocasiones sin pase de prensa ni autoridad, lo que le obliga a vivir como uno más de los personajes que retrata. Ya en su casa, ordena el material y se pone a dibujar. Consciente de que la objetividad es una ilusión, Joe Sacco se dibuja en sus planchas en lo que considera un signo de honestidad, aclarando así a sus lectores que él es el "filtro y lupa de la historia". En su opinión, 

El cómic tiene una fuerza que no tiene ninguna otra forma de reportaje. Sus imágenes repetidas enfocan la realidad de manera más lenta, a veces silenciosa, a veces con bocadillos, y trabajan en la mente del lector que puede elegir su ritmo.

El periodista Joe Sacco ha creado una nueva forma de transmitir crónicas, revela primicias, cuenta historias grandes junto a pequeñas historias personales, participa en la acción dejando clara su posición y en su obra pueden verse los rostros y las escenas, describiendo los climas y reflejando los diálogos reales. Sorprende las facetas múltiples que se revelan contando un hecho real a través del cómic. Por este motivo su obra es comparada a menudo con la de Art Spiegelman, autor de Maus: relato de un superviviente, el primer cómic que ha recibido el Premio Pulitzer de periodismo.

## Obras más importantes
A continuación se citan sus trabajos más conocidos, en orden cronológico de elaboración. Se adjunta la fecha de publicación. 
- Gorazde: Zona protegida (original: Safe Area Gorazde, 2000, extendida en una edición de 2010). Traducción publicada por Planeta de Agostini (Barcelona) en 2007. ISBN 8432715008415.
- Palestina: en la franja de Gaza (original: Palestine, 2001, extendida en una edición de 2007). Traducción de José Torralba Avellí publicada por Planeta de Agostini (Barcelona) en 2015. ISBN 9788415480952.
- El Mediador (original: The Fixer, 2003). Traducción publicada por Planeta de Agostini (Barcelona) en 2004. ISBN 9788467407945. 128 páginas.
- Apuntes de un derrotista (original: Notes from a defeatist, 2003). Traducción publicada por Planeta de Agostini (Barcelona) en 2006. ISBN 9788467420326. 224 páginas. Recopila diversas historias sueltas de extensión y temática variada
- El final de la guerra (original: War's End, 2005). Traducción publicada por Planeta de Agostini (Barcelona) en 2007. ISBN 9788467425178. 80 páginas. Recopila diversas historias publicadas en el periódico The New York Times.
- But I like it (2006)
- Notas al pie de Gaza (original: Footnotes in Gaza, 2009). Traducción de Marc Viaplana Canudas publicada por Random House (España) en 2010. ISBN 9788439722526. 432 páginas. Vuelve al tema palestino pero centrándose en los sucesos de 1956
- Journalism (2012). No traducido al castellano.
- La Gran Guerra (original: The Great War: July 1, 1916: The First Day of the Battle of the Somme., 2013). Traducción de Marc Viaplana Canudas publicada por Random House (España) en 2014. ISBN 9788439727514.
- Bumf Vol. 1: I Buggered the Kaiser (2014). No traducido al castellano.
- Historias de Bosnia Traducción de José Torralba Avellí publicada por Planeta de Agostini (Barcelona) en 2016. ISBN 9788416543601. 192 páginas. Recopila en un solo tomo las obras 'El final de la guerra' y 'El mediador'
- Un tributo a la tierra (original: Paying the Land, 2020).  Traducción de Carlos Mayor Ortega publicada por Reservoir Books (España) en 2020. ISBN 9788417910884. 272 páginas.